# Rasbo socken
Rasbo socken i Uppland ingick i Rasbo härad, ingår sedan 1974 i Uppsala kommun och motsvarar från 2016 Rasbo distrikt.
Socknens areal är 118,40 kvadratkilometer varav 114,81 land. År 2000 fanns här 2 131 invånare. Frötuna gård samt tätorten och kyrkbyn Gåvsta med sockenkyrkan Rasbo kyrka ligger i socknen.

## Administrativ historik
Rasbo socken har medeltida ursprung och omtalas i skriftliga handlingar första gången 1291. Socknen hade under 1500-talet samma utbredning som 1950. Byn Marma i Almunge socken verkar dock under medeltiden ha räknats till Rasbo.
Vid kommunreformen 1862 övergick socknens ansvar för de kyrkliga frågorna till Rasbo församling och för de borgerliga frågorna bildades Rasbo landskommun. Landskommunen utökades 1952 och uppgick 1967 i Olands landskommun som upplöstes 1974 då denna del uppgick i Uppsala kommun. 2019 uppgick församlingen i Rasbo-Rasbokils församling.
1 januari 2016 inrättades distriktet Rasbo, med samma omfattning som församlingen hade 1999/2000.  
Socknen har tillhört län, fögderier, tingslag och domsagor enligt vad som beskrivs i artikeln Rasbo härad. De indelta soldaterna tillhörde Upplands regemente, Rasbo kompani och Livregementets dragonkår, Norra Upplands skvadron.

## Geografi
Rasbo socken ligger öster om Uppsala med Funbosjön i söder. Socknen består i sin centrala av slättbygd med småhöjder och däromkring av skogsbygd.
Genom socknen löper länsväg 288 (Uppsala-Östhammar).

## Fornlämningar
Från bronsåldern finns spridda gravrösen och omkring 125 skärvstenshögar. Från järnåldern finns cirka 120 gravfält och tre fornborgar. Nio runstenar har påträffats.

## Namnet
Namnet skrevs 1291 Rasbohunderi. och kommer från häradet, hundaret. I inbyggarbeteckningen Rasbor ingår ras ur vat(n)ras, 'vattendrag, strömfåra'.

## I populärkulturen
Rasbo omnämns i filmen Pojkarna Från Brasilien från 1978. Josef Mengele (spelad av Gregory Peck) påtalar att en man som bor i Rasbo måste mördas.